# Sebastian Perdek
Sebastian Perdek (ur. 30 lipca 1987 w Bytomiu) – polski aktor telewizyjny, teatralny, dubbingowy i filmowy.
W 2016 roku ukończył studia aktorskie w Akademii Sztuk Teatralnych w Krakowie – Filia we Wrocławiu, Wydział Lalkarski. Zadebiutował rolą policjanta Marcina w filmie „Olena” w reżyserii Elżbiety Benkowskiej a w teatrze (2014) rolą Laciego w „Moście nad doliną” w Teatrze im. Fredry w Gnieźnie.

## Filmografia
- 2013: Prawo Agaty – marynarz Sylwek (odc. 42)
- 2013: Olena (etiuda szkolna) – policjant
- 2013: Komisarz Alex – monter (odc. 37)
- 2013: Kołysanka (etiuda szkolna) – ojciec
- 2013: 2XL – mężczyzna (odc. 7)
- 2014: Przyjaciółki (serial telewizyjny 2012) – klient sklepu Ani (odc. 47)
- 2014–2018, od 2020: Barwy szczęścia – Klemens
- 2014: Baron24 – agent Johny’ego Silence (odc. 14)
- 2015: Strażacy – Jakub, mąż Sylwii (odc. 7)
- 2015: Słaba płeć? – pielęgniarz
- 2015: O mnie się nie martw – kurier (odc. 35)
- 2015: Mąż czy nie mąż – salowy Frantisek Ruzicka (odc. 11)
- 2015: Listy do M. 2 – Anioł
- 2015: Singielka – policjant (odc. 18)
- 2016: Ranczo – interesant (odc. 118)
- 2016: Ojciec Mateusz – Staszek Bronisz, brat Kazika (odc. 208)
- 2016: Na dobre i na złe – Waldek (odc. 623)
- 2016: Kochaj – dźwiękowiec Artur
- 2016: Pierwsza miłość – doktor Jan „Chudy” Wesołowski
- 2016: Druga szansa – barman (odc. 10 sezon I)
- 2016: Belfer – Albert, kucharz w Przystani (odc. 4)
- 2017: Serce miłości – sprzedawca kebaba
- 2017: PolandJa – mężczyzna z suknią ślubną
- 2017–2018: O mnie się nie martw – Przemek (odc. 84, 102-103)
- 2017: Ksiądz (film) – posterunkowy
- 2017: Gotowi na wszystko. Exterminator – perkusista – śliski typek
- 2017: Fusy – wróżbita Rafał
- 2017: Dziewczyny ze Lwowa – pomocnik kucharza (odc. 25-26)
- 2018: Miłość jest wszystkim – Norbert, kierownik centrum handlowego
- 2018: Kler – sierżant Madecki
- 2018: Diagnoza – kolega Konrada (odc. 20-21)
- 2018: Atlas (film) – pielęgniarz
- 2018–2019: Korona królów – Dobiesław, sługa Katarzyny
- 2019: Za marzenia – weterynarz (odc. 14)
- 2019: W rytmie serca – policjant (odc. 49)
- 2019: Pułapka – kapelan więzienny (odc. 8 sezon II)
- 2019: Pod powierzchnią – ochroniarz w szkole (odc. 8 sezon II)
- 2019: Odwróceni. Ojcowie i córki – sprzedawca (odc. 6)
- 2019: Klify namiętności – Alfred
- 2019: Echo serca – Patryk (odc. 9)
- 2019: 39 i pół tygodnia – Gruby (odc. 6)
- 2019: Żmijowisko – projektant mody (odc. 1)
- 2020: Pierwsza miłość – Wojciech Czajka
- 2020: Archiwista – balistyk Karol Maszek (odc. 5)
- 2020: Ludzie i Bogowie – (odc. 1 – Duet)
- 2020: Komisarz Alex – kelner (odc. 174)
- 2021: Teściowie – kucharz w restauracji
- 2023: Sługa narodu – Grzegorz Jarosz
- 2024: Matki pingwinów – Marcin, manager Kamili (odc 1-6)

## Dubbing
- 2015–2018: Dragon Ball Super – Son Goku i Goku Blacka
- 2016: Zwierzogród – Pazurian Clawhauser
- 2017: Dzieciak rządzi – Jimbo
- od 2017: Big Mouth – Lola Skumpy
- 2018, od 2020: Paradise PD – Dusty Marlow
- od 2018: Dzieciak rządzi: Znowu w grze – Jimbo
- 2018: Detroit: Become Human
- 2018: Krzysiu, gdzie jesteś? – Prosiaczek
- 2018–2020: Kicia to nie kot – Stanley
- od 2019: Inazuma Eleven
- 2019: Toy Story 4 – Sztuciek
- 2021: Cruella – Horacy
- 2021: Spider-Man: Bez drogi do domu – Ned Leeds[2]
- 2022: Królik Bugs: nowe konstrukcje – Żółw Cecyliusz (odc. 3)
- 2024: W głowie się nie mieści 2: Mądruś